# Людовик I (герцог Савойський)
Людовик І (21 лютого 1413[джерело?], Женева — 29 січня 1465, Ліон) — герцог Савойський. Син Савойського герцога Амадея VIII і його дружини Марії Бургундської.

## Життєпис
З 1434 року Людовик керував державою свого батька, використовуючи титул князя П'ємонту. Його батько Амадей VIII фактично залишив свої герцогські обов'язки після смерті дружини і звернувся до релігії. Він був обраний папою Римським у 1439 році і відрікся від престолу на користь Людовика.
Регентство, яке Людовик здійснював, використовуючи титул князя П'ємонту, поклало початок новій традиції Савойського дому: надавати цей титул наслідному принцу.

## Родина
Дружина — Анна Кіпрська (1419—1462) дочка короля Кіпру Іоанна ІІ
Діти: 
- Амадей (1435 —1472) — герцог Савої під ім'ям Амадей IX Щасливий, князь П'ємонту, одружений з французькою принцесою Іоландою Валуа.
- Людовик (1436—1482) — граф Женеви і король Кіпру, одружений першим шлюбом з принцесою Аннабеллою Шотландською, другим шлюбом з королевою Шарлоттою Кіпрською ;
- Марія (1437) — померла немовлям.
- Філіп (1438—1497) — герцог Савойський, князь П'ємонтський.
- Маргарита (1439—1483) — першим шлюбом одружена з Джованні IV Палеологом (1413—1464), маркграфом Монферратським, другим шлюбом з П'єром II де Люксембурзьким (1435—1482), графом Сен-Поля;
- П'єр (1440 —1458) — архієпископ Тарантеза;
- Янус (1440—1491) — граф Женеви і Фосін'і, генерал-губернатор Ніцци, одружений з принцесою Оленою Люксембурзькою (пом. 1488);
- Шарлотта (1441—1483) — з 1451 року дружина короля Франції Людовіка XI.
- Аймоне (1442—1443)
- Яків (1444—1445)
- Агнеса (1445 —1509) — з1466 року дружина Франсуа Орлеанського, графа де Лонгвіль (1447—1491).
- Іоанн Людовик (1447 —1428) — єпископ Женеви і єпископ Тарантез.
- Марія (1448—1475) — дружина Луї де Люксембург-Сен-Поль (1418—1475).
- Бона Савойська (1449—1503) — дружина Галеаццо Сфорца (1444—1476), герцога Мілана.
- Яків (1450—1486) — граф Ромонта, сеньйор Во.
- Анна (1452) — померла немовлям.
- Франциск (1454 —1490) — архієпископ Оша і єпископ Женеви.
- Іоанна (1455).